# 정황
정황(程璜, ? ~ ?)은 중국 후한의 중상시(中常侍)에 오른 환관이다. 소설 《삼국지연의》에서는 정광(程曠)이란 이름으로 등장한다.

## 생애
궁중의 주요 환관으로서 정대인(程大人)이라 불렸으며 딸은 양구(陽球)의 첩이었다. 178년(광화 원년), 채옹이 정황 등 여러 명을 탄핵하는 상소를 올렸다. 다른 중상시 조절이 이를 훔쳐보고는 사람들에게 알렸다. 당시 채옹은 대홍려 유합(劉郃)과 화목하지 않았고, 채옹의 숙부이자 관직이 위위였던 채질(蔡質)은 장작대장(將作大匠) 양구와의 사이가 좋지 않았다. 정황은 이에 착안하여 다른 이를 시켜 모함하기를, ‘채옹과 채질이 사사로운 일을 유합에게 수 차례 청탁했다가 거절당하자 앙심을 품어 중상하려 하였다’고 하였다. 채옹과 채질은 사형에 처해지고 그 시체가 거리에 버려질 뻔했다가[기시, 棄市] 또다른 중상시 여강(呂強)의 구명 덕분에 머리를 깎고 칼을 쓴 채[곤겸, 髡鉗] 삭방군으로 귀양가는 것으로 마무리됐다.
179년, 사도가 된 유합, 영락소부(永樂少府) 진구(陳球), 위위가 된 양구, 보병교위(步兵校尉) 유납(劉納)이 환관 주살을 모의하였다. 이를 어느 정도 알게 된 조절 등은 정황에게 뇌물을 주며 회유하는 동시에 협박도 하였다. 궁지에 몰린 정황은 모든 것을 실토하였고, 유합·진구·양구·유납은 옥사하였다.

## 가계
- 딸 : 양구(陽球)의 첩

## 삼국지연의
사서가 아닌 소설 《삼국지연의》에서는 정광(程曠)이란 이름으로 등장하며 아예 십상시 중 한 명으로 설정하는 등 역사와는 다르게 묘사되었다. 십상시의 난 때 조충, 정광, 하운, 곽승 네 명은 궁궐로 쳐들어온 원술, 오광, 원소, 조조 등에게 취화루(翠花樓) 앞에서 붙잡혀 잘게 다진 고기처럼 난자당한다.

## 참고 문헌
- 《후한서》56권 열전 제46 진구